# Begonia leopoldinensis
Espèce
Begonia leopoldinensis est une espèce de plantes de la famille des Begoniaceae. L'espèce fait partie de la section Astrothrix.
Elle a été décrite en 2009 par Ludovic Jean Charles Kollmann.